# 普里希爾亞
47°31′29″N 33°11′48″E / 47.52472°N 33.19667°E
普里希尔亞（烏克蘭語：Пригір'я）是位於烏克蘭南部的村莊，由赫爾松州貝里斯拉夫區的科丘貝伊夫卡市鎮負責管轄。該村面積1.24平方公里，海拔高度82米，2001年人口454，人口密度每平方公里365人。